# La vita segreta delle donne (seconda edizione)
La seconda edizione della serie televisiva La vita segreta delle donne è stata trasmessa dall'emittente televisiva statunitense We TV nel 2006.
| nº | Titolo originale          | Titolo italiano | Prima TV USA | Prima TV Italia |
| -- | ------------------------- | --------------- | ------------ | --------------- |
| 1  | Cutters                   | -               | -            | -               |
| 2  | Women Who Love Bad Men    | -               | -            | -               |
| 3  | Married to Cross Dressers | -               | -            | -               |
| 4  | Fetishes                  | 17 ottobre 2006 | -            | -               |
| 5  | Robbing the Cradle        | -               | -            | -               |
| 6  | Swingers                  | -               | -            | -               |
| 7  | Plastic Surgery Addicts 2 | -               | -            | -               |
| 8  | Meth Addicts              | -               | -            | -               |
| 9  | Episode 9                 | -               | -            | -               |
| 10 | Episode 10                | -               | -            | -               |